# 김중만 초상
김중만 초상(金重萬 肖像)은 서울특별시 종로구, 서울역사박물관에 있는 조선시대의 초상화이다. 1981년 3월 18일 대한민국의 보물 제715호로 지정되었다.

## 개요
<김중만 초상(金重萬 肖像)>은 조선 중기의 무신 김중만의 초상화 3점이다. 김중만은 조선 숙종 38년(1712)에 무과에 합격한 후 이인좌의 난(1728)을 평정했으며, 후에 충청도수군절도사를 지낸 인물이다.
초상화는 비교적 크기가 큰 것 1폭과 작은 2폭이 있는데, 크기는 큰 것이 가로 103cm, 세로 170cm이고 작은 것 2폭은 가로 29cm, 세로 42.5cm 등이다.
크기가 비교적 큰 초상화는 오른쪽을 바라보며 의자에 앉은 모습으로 두 손은 소매 안에서 마주 잡고 있다. 보통 직무를 볼 때 쓰는 관모와 짙은 초록색의 관복을 입고 있고, 얼굴은 갈색기가 돌며 이목구비와 음영표현이 확실하다. 가슴부위에는 두 마리의 학이 새겨진 흉배와 금장식의 각대가 있는데, 이것으로 보아 선생이 문관 종2품 때 그려진 것임을 알 수 있다.
나머지 2폭 중 하나는 공신화첩으로 한쪽에는 선생의 공적을, 한쪽에는 선생의 초상을 그려 넣은 것이고 다른 하나는 액자형태의 그림인데, 2폭 모두 화법은 같지만 공신화첩에서는 호랑이를, 액자형식에서는 학을 흉배에 수 놓았다.
조선 후기에 그려진 이 초상화들은 높은 관모, 짙은 초록색의 관복, 과장된 관복의 옷주름, 호랑이 가죽이 깔린 의자, 발을 올려 놓는 단의 형태 등으로 보아 당시 공신상의 기본적인 형식을 따른 그림으로서 초상화 연구에 있어서 주목할 만한 작품이다.

## 같이 보기
- 김중만

## 참고 자료
- 김중만 초상 - 국가유산청 국가유산포털